# Khuen von Belasy

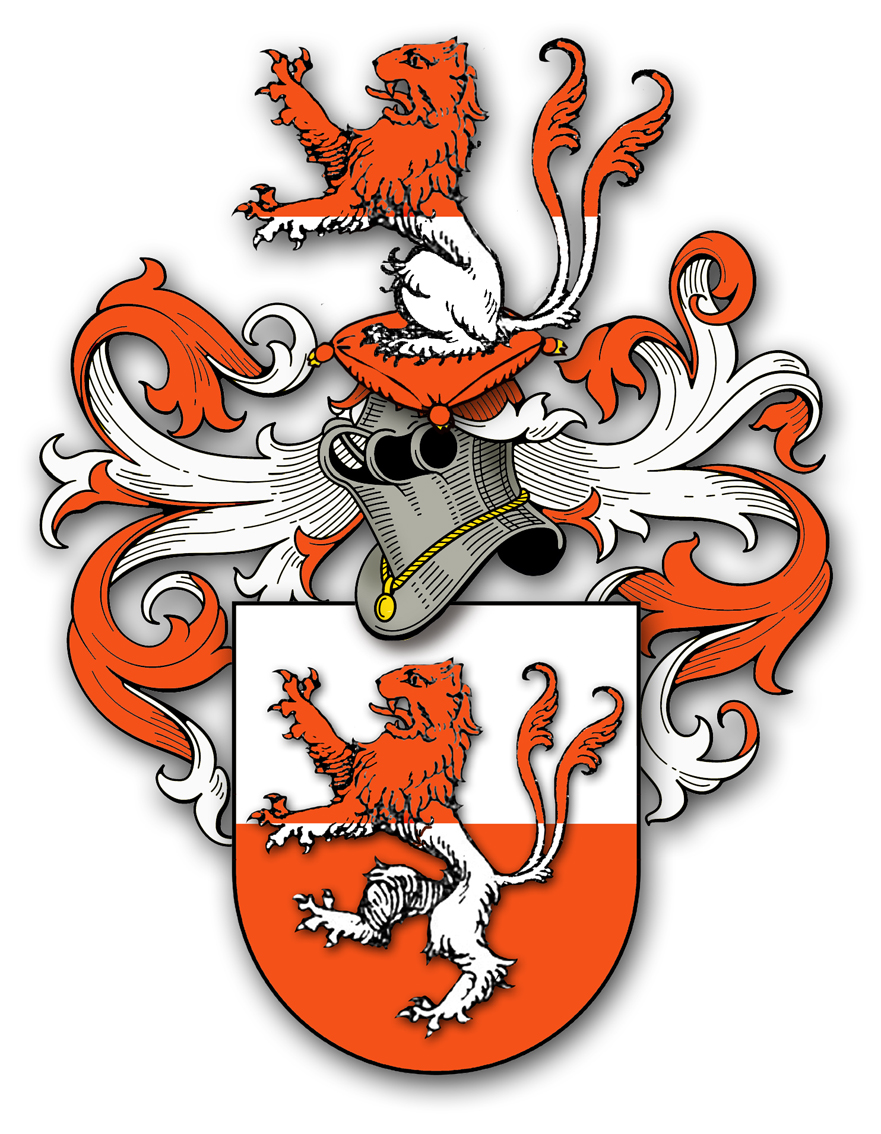
Stammwappen der Khuen von Belasi

Die Khuen von Belasy (zeitg. Schreibweise: Khuen-Belasi) sind ein aus Tirol stammendes Adelsgeschlecht, das 1111 erstmals urkundlich erwähnt wurde und zum Uradel gehört. Die Familie wurde auch in Niederösterreich und Böhmen ansässig und verzweigte sich in mehreren Linien. 1630 erfolgte die Erhebung in den Grafenstand. Die Familie ist bis heute in Südtirol ansässig.

## Geschichte

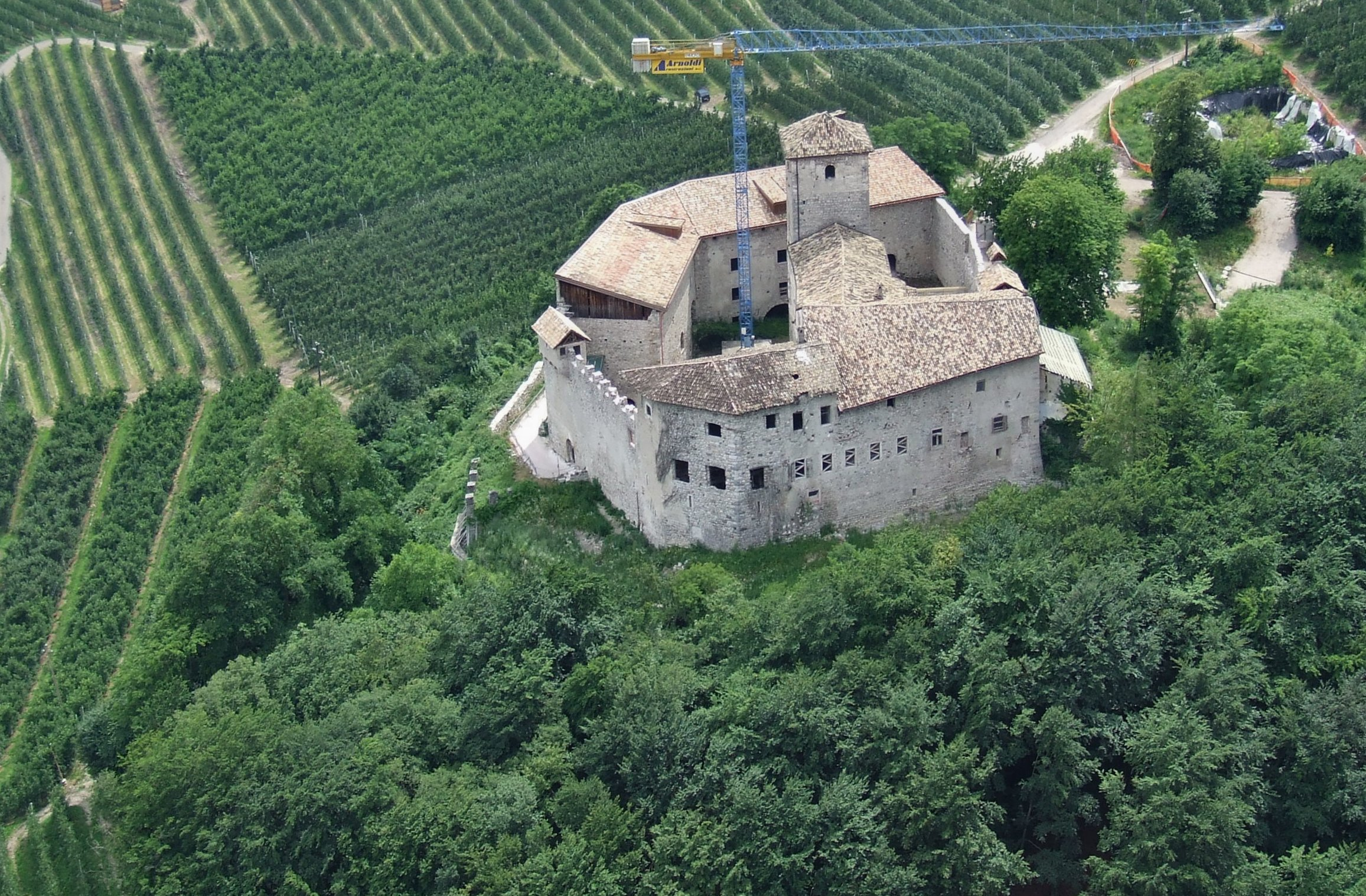
Castel Belasi bei Campodenno

Die Familie wurde erstmals am 13. und 14. Juli 1111 in Bozen urkundlich erwähnt, als Egeno und Otto in der Grube von Tramin genannt wurden. Die gesicherte Stammreihe der Khuen (auch Khuon, Khun u. a.) beginnt mit Egeno in der Grube von Tramin, der zwischen 1209 und 1229 in den Quellen belegt ist. Als ritterliches Geschlecht tritt die Familie erstmals 1311 in Erscheinung, als sie im Kriegsdienst der Traminer Dorfgemeinde stand. Der Urenkel Egenos, Dominus Chuonradus von Tramin, der zwischen 1342 und 1372 urkundlich belegt ist, trug den Beinamen „Chuon“ (der Kühne). Dieser Name entwickelte sich später zu „Khuen“ und wurde von seinen Nachkommen übernommen. Um 1380 erwarb Arnold, ein Sohn des Cuanus von Tramin, die Burg Belasi im Trentiner Nonsberg. Der Erwerb erfolgte durch seine Heirat mit Elisabeth von Belasi, der letzten Angehörigen dieses Adelsgeschlechts.
Deutlicher traten die Khuen dann im 16. Jahrhundert in Erscheinung: Pankraz Khuen wurde 1496 Berater des späteren Kaisers Maximilian und erhielt 1513 von ihm die Belehnung mit Burg Lichtenberg im oberen Vinschgau, die die Familie zuvor von den Herren von Spaur erworben hatte. Die Burgruine befindet sich bis heute im Besitz der Familie.
1541 wurde Blasius Khuen niederösterreichischer Regimentsrat, später kaiserlicher geheimer Rat und ab 1560 bis etwa 1568 oberösterreichischer Kammerpräsident in Tirol. 1573 erhielt Rudolf Khuen den Titel "Khuen von Belasy von Gandeck, auch Liechtenberg und Aur, Freiherr zu Neu-Lempach" und die Familie wurde in den niederösterreichischen Freiherrenstand aufgenommen. Bereits um 1537 hatte er die Herrschaft Gandegg (in Eppan) erworben, wo er 1550 das heutige Schloss Gandegg im Überetscher Stil erbauen ließ. 1565 kaufte er die niederösterreichische Herrschaft und Burg Neulengbach, die bis 1646 im Besitz der Familie blieb. 1571 kam auch der Ansitz Thurn in Bozen an die Khuen, der bis 1637 gehalten wurde.
1576 heiratete Hans Jakob, Landeshauptmann an der Etsch, Margarethe von Niederthor, eine Erbin aus einem Bozener Geschlecht, das unter anderem auf Burg Neuhaus ansässig war. Durch diese Verbindung erweiterten die Khuen ihren Grundbesitz erheblich. Ihr Wappen, ein stehender Löwe, wurde mit dem der Niederthor – einem Turm mit offenem Tor – vereint.
1621 erwarb die Familie Schloss Englar, das oberhalb von Gandegg liegt und bereits seit 1530 in ihrem Pachtbesitz war. Das Schloss befindet sich bis heute im Besitz der Familie, ebenso der Ansitz Kallmünz in Meran und die Burgruine Festenstein.
Im Jahr 1619 wurde Johann Eusebius in den Reichsgrafenstand erhoben Seine männliche Abstammungslinie endete, da seine einzige Nachkommin, Maria Franziska, den Grafen Paul Pálffy von Erdöd heiratete. Am 30. Oktober 1630 wurde schließlich die gesamte Familie von Kaiser Ferdinand II. in der Grafenstand erhoben. Am 27. Juli 1640 wurden Eusebius’ Neffen Matthias, Karl Balthasar und Leopold ebenfalls in den Reichsgrafenstand erhoben.

### Linien
Die Familie kam nach Böhmen, als 1378 Kaiser Karl IV. einen Teil der südböhmischen Frauenberger Herrschaft, darunter das Städtchen Lišov sowie Oselno und weitere umliegende Dörfer, an Johann Khuen verpfändete. Später ließ sich die Familie auch in Südmähren nieder, wo sie 1621 Swidnitz und 1633 Teinitz erwarb. Mit verschiedenen Linien verbreiteten sich die Khuen in der gesamten Habsburgermonarchie: Die Khuen-Lützow in Mähren, die Khuen-Nuštar in Slawonien/Kroatien und die Khuen-Héderváry in Ungarn (ab 1873 als Erben der Familie Viczay-Héderváry).
1880 gelangten Schloss und Herrschaft Grusbach in Südmähren durch Heirat in den Besitz der Familie. Hédervár und Grusbach blieben bis zur Enteignung 1945 in ihrem Eigentum. Auch in der Region Salzburg kam die Familie durch den Erzbischof Johann Jakob Khuen von Belasi und seinen Bruder zeitweise zu umfangreichen Besitztümern: Von 1568 bis 1626 gehörte ihnen Schloss Gartenau, von 1587 bis 1717 Burg Weißpriach und von 1610 bis 1722 Schloss Kammer.

## Besitzungen

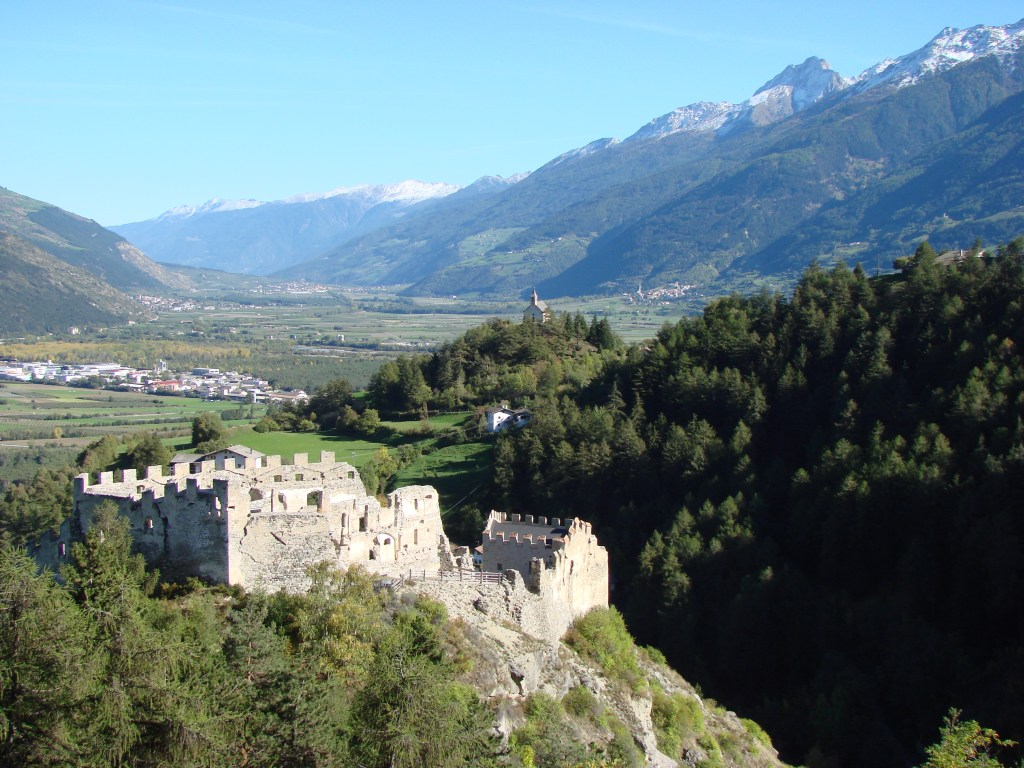
Lichtenberg
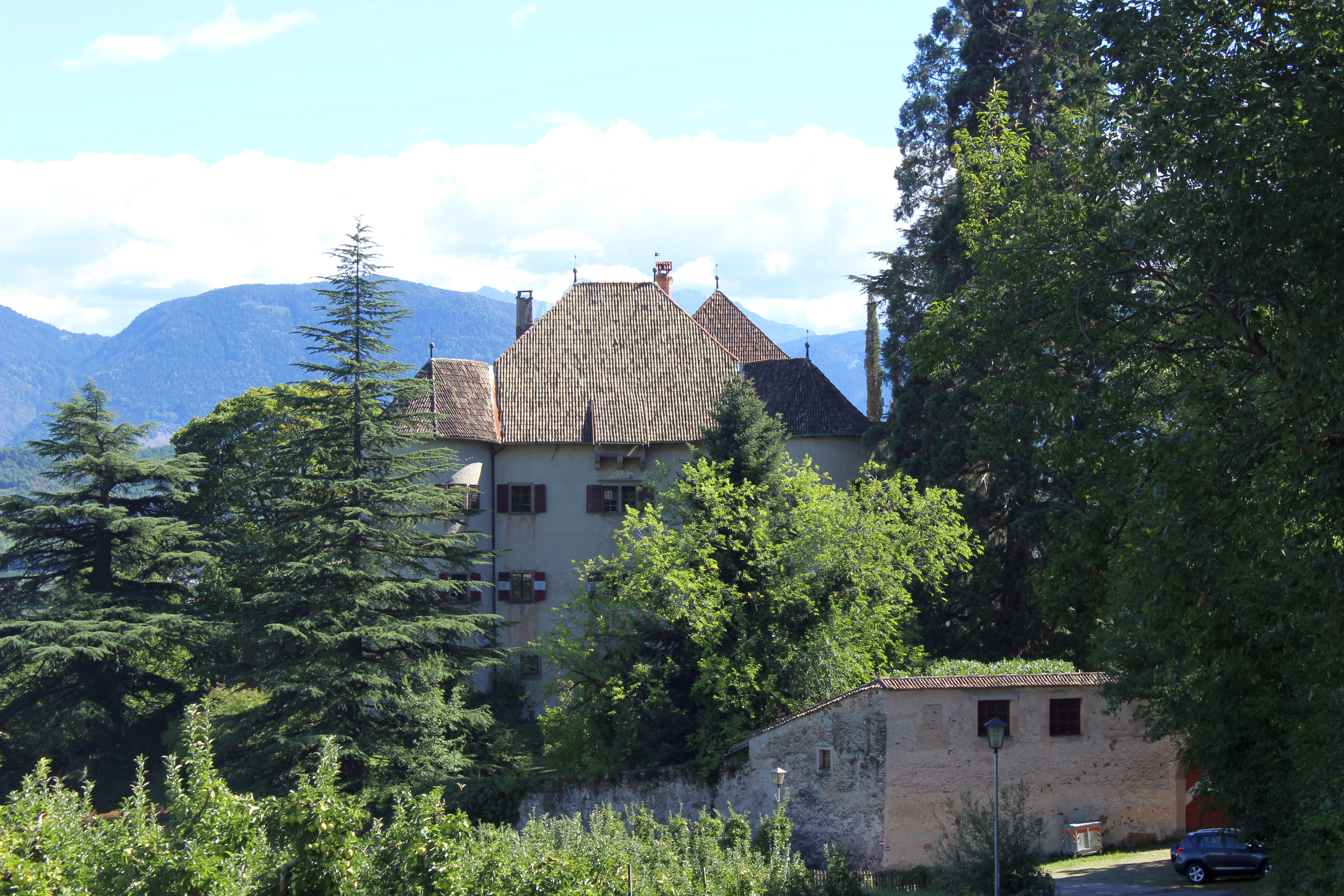
Gandegg
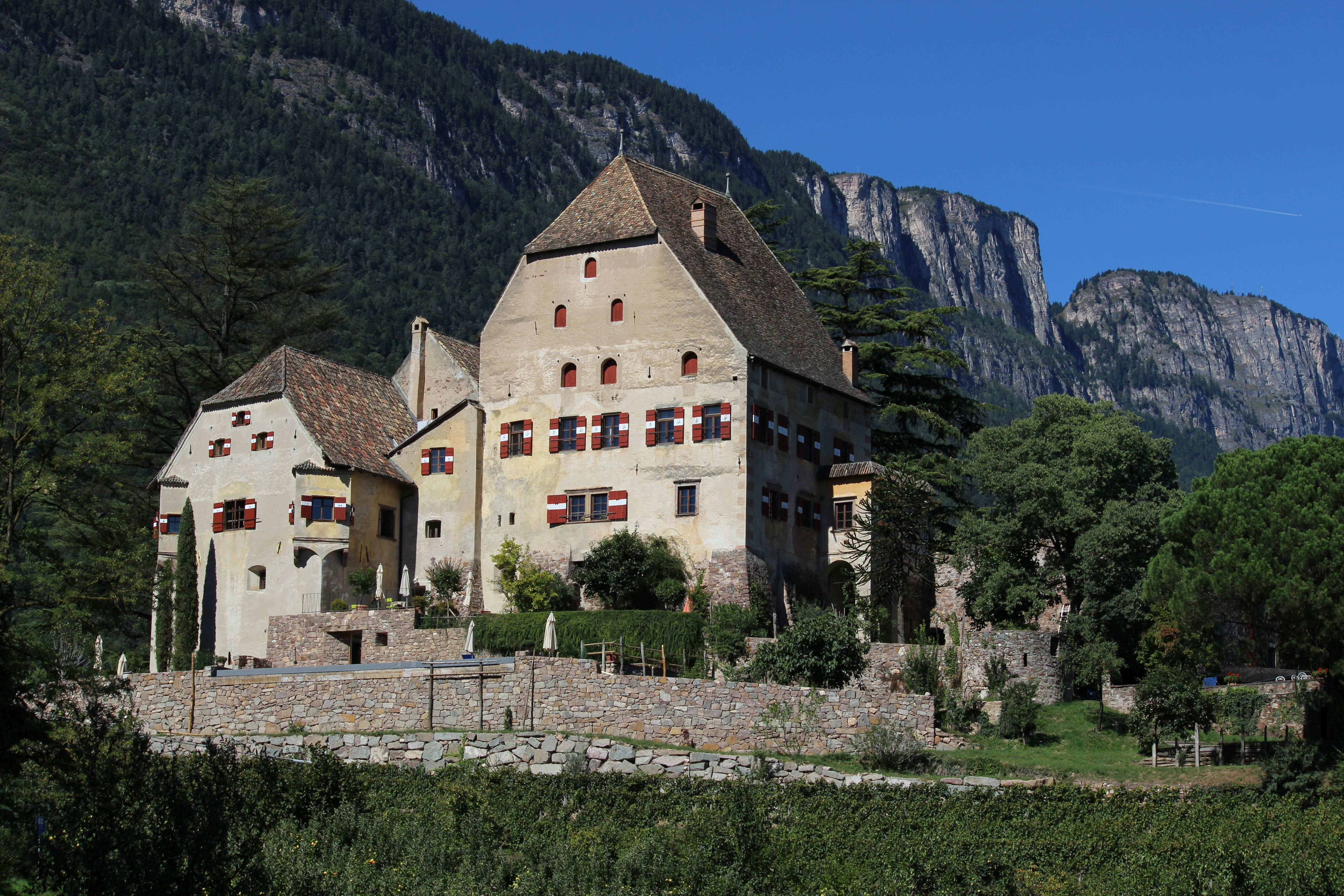
Englar
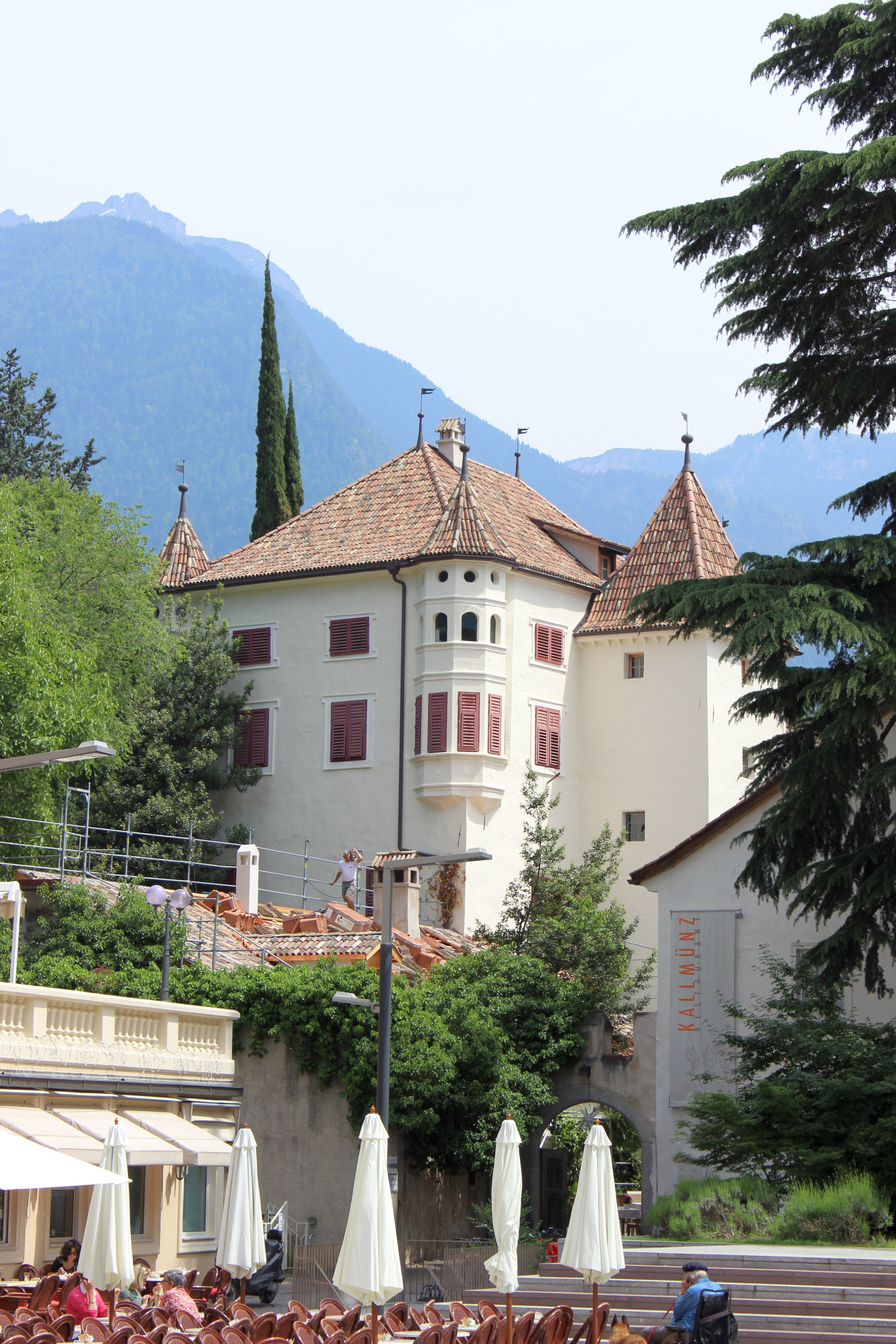
Kallmünz
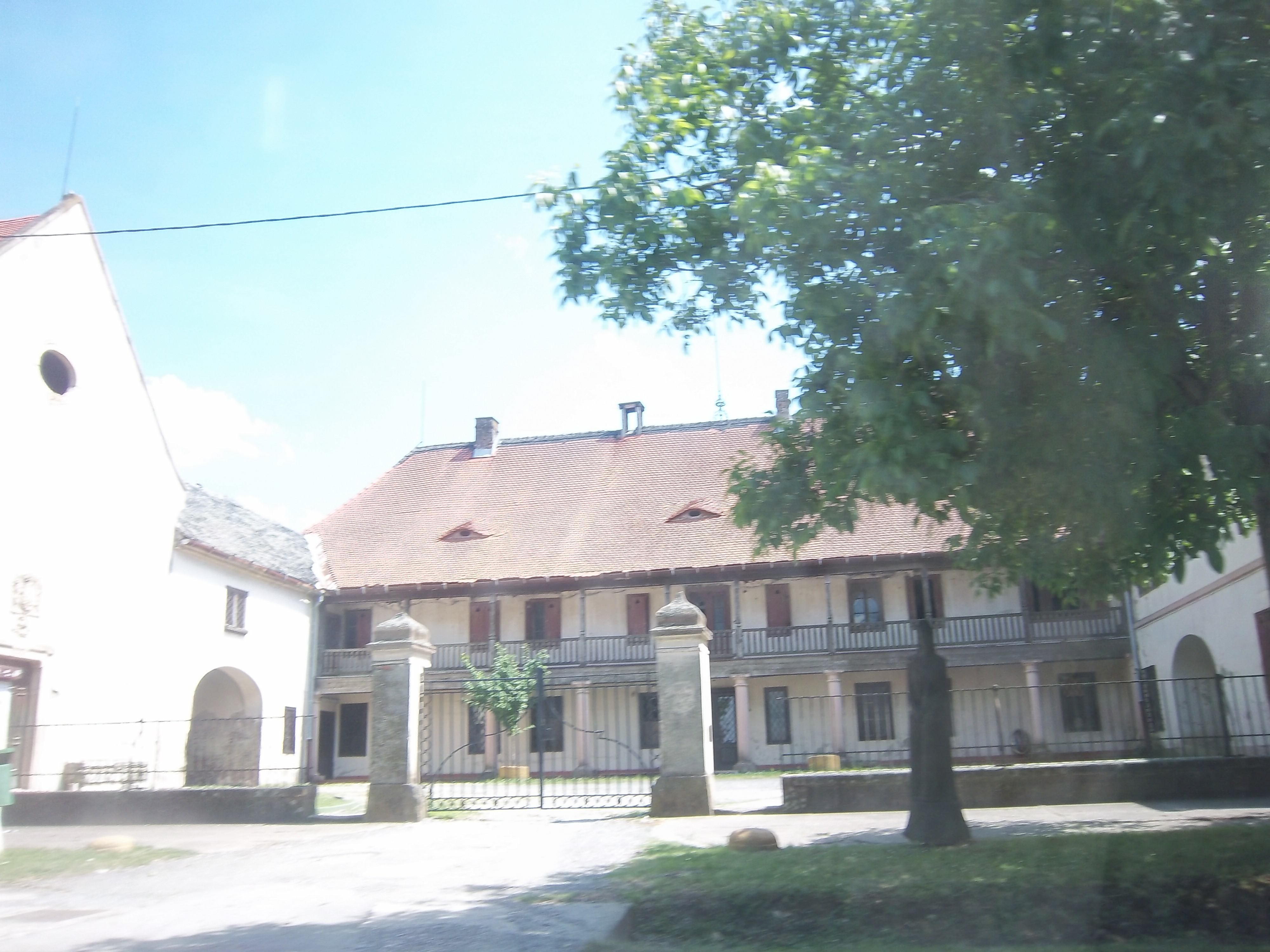
Nuštar, Kroatien
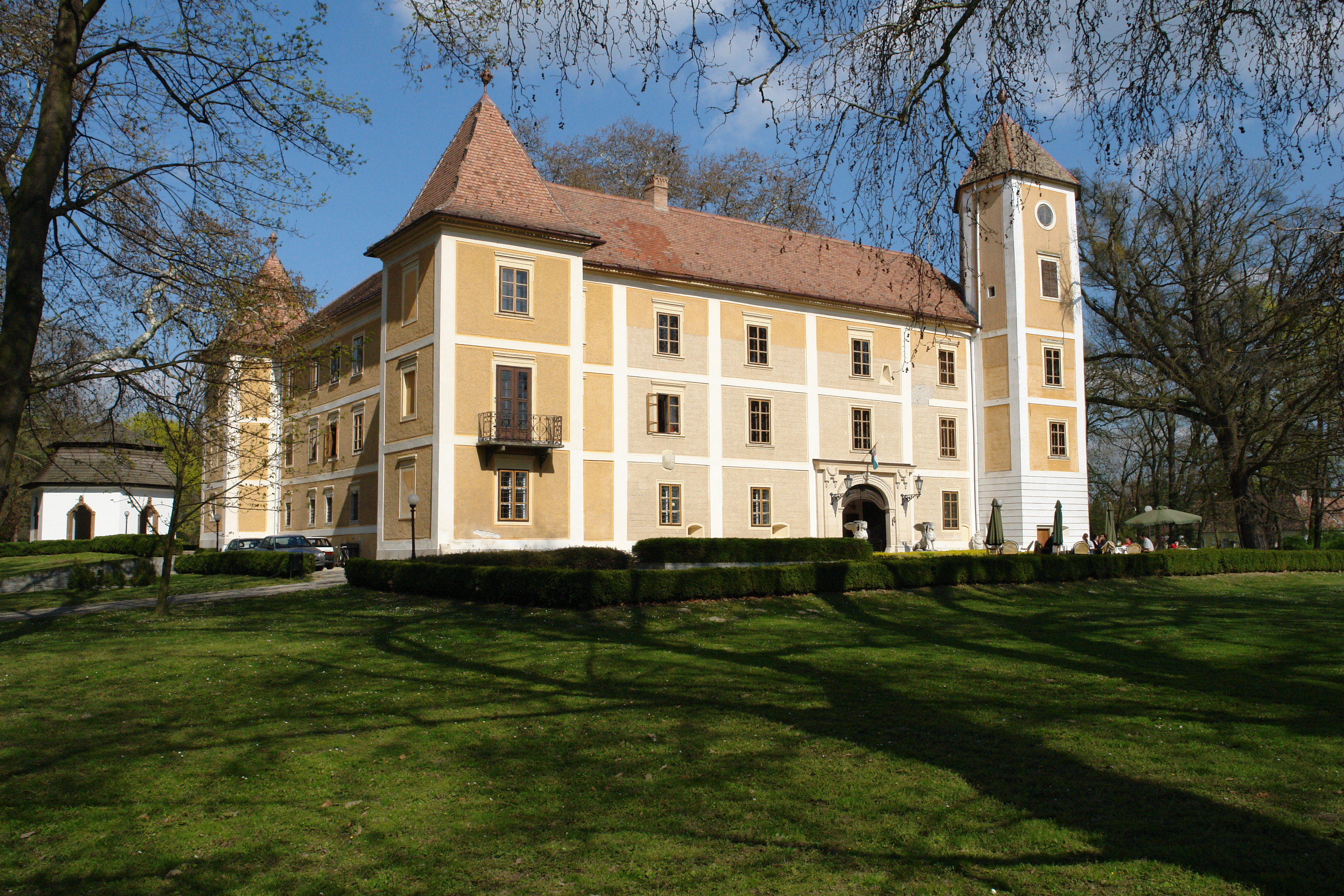
Hédervár, Ungarn
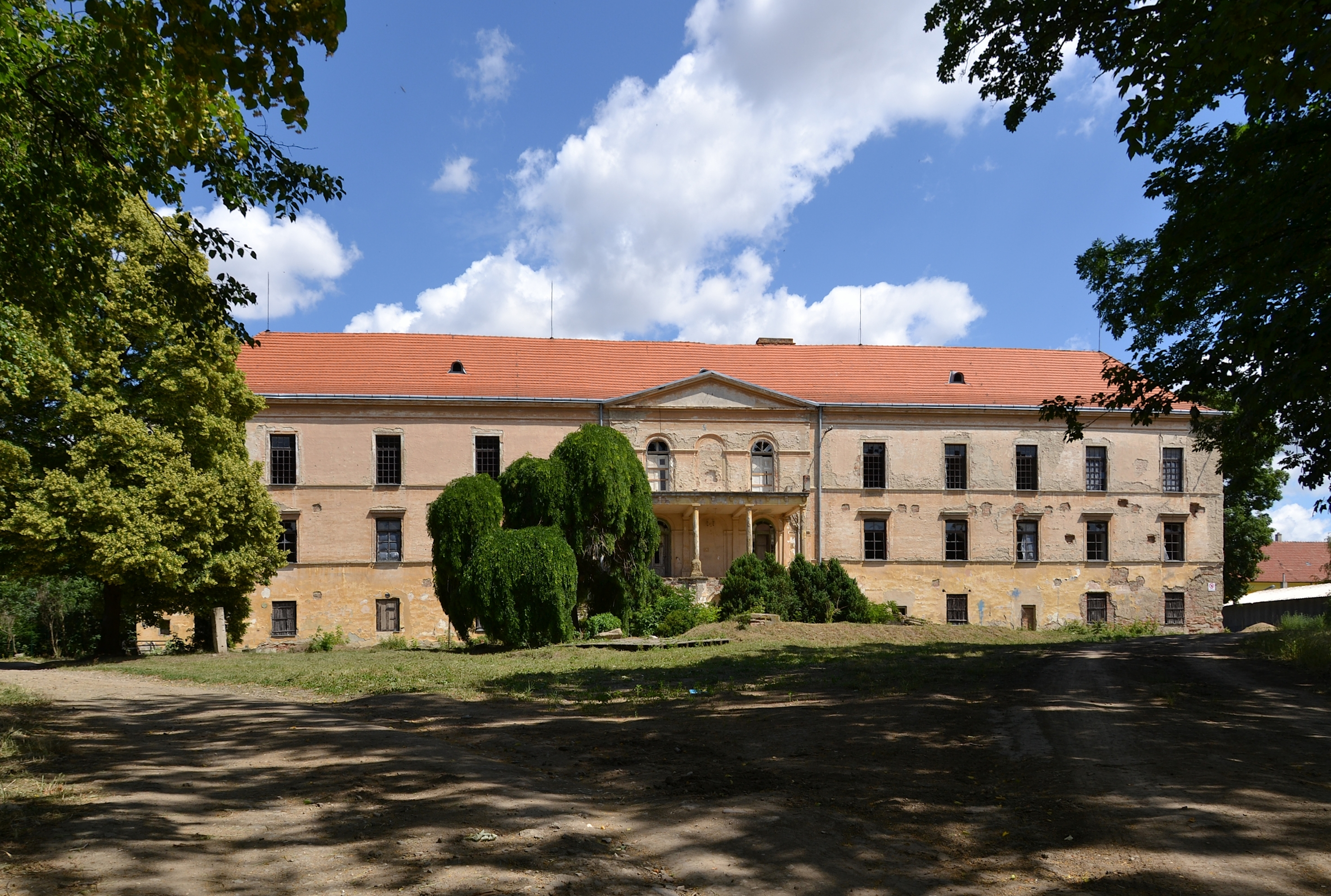
Grusbach, Mähren
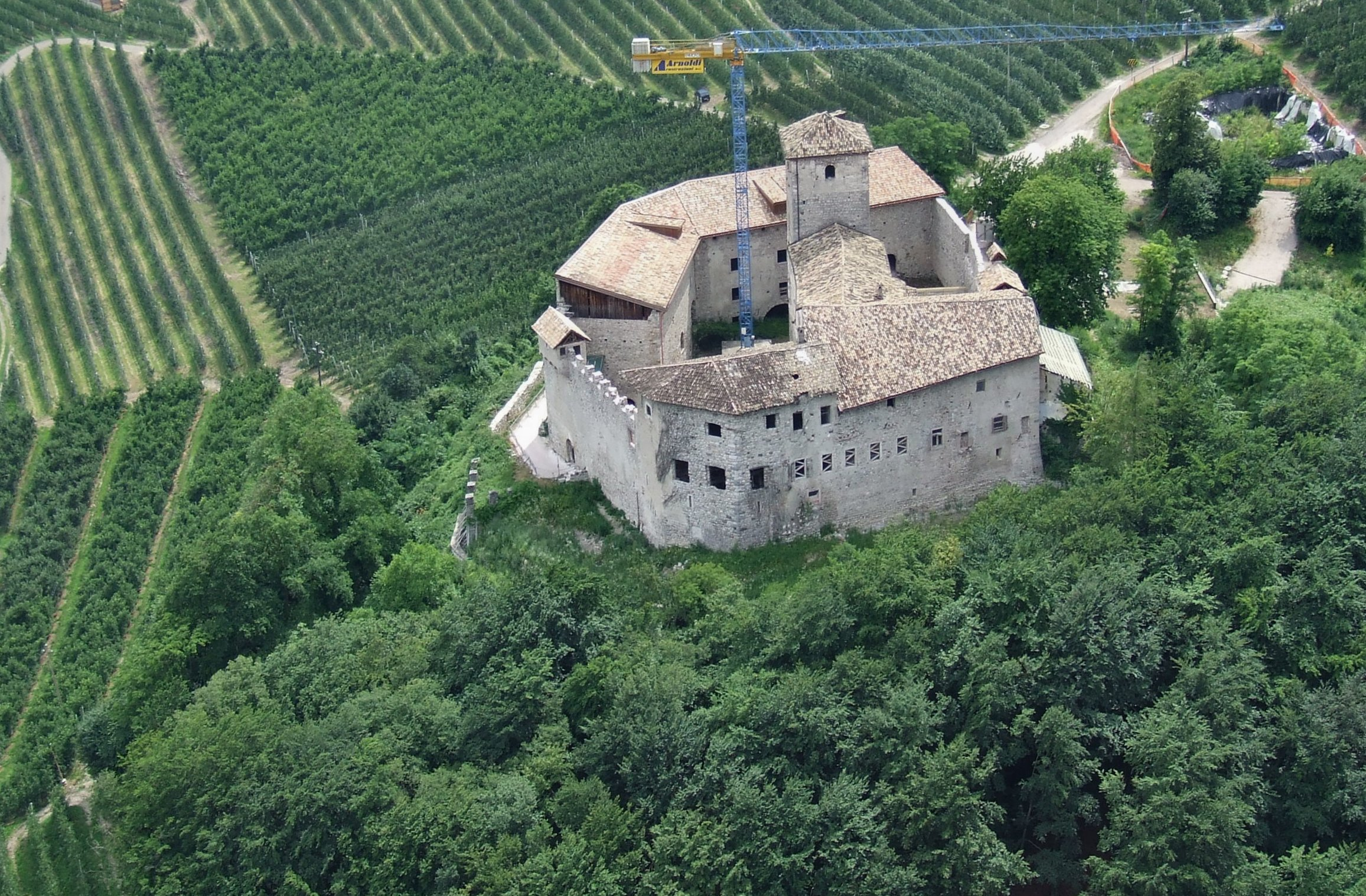
Castel Belasi

## Wappen
Stammwappen
Blasonierung: Schild von Silber und Rot geteilt mit einem aufgerichteten doppelt geschwänzten Löwen von verwechselter Farbe. Helmzier: Der Löwe vom Schild sitzend auf silber bequastetem roten Polster. Die Helmdecken sind rot-silbern.
Gräfliches Wappen
Blasonierung: Gevierteter Schild, 1 und 4 das Stammwappen; 2 und 3 in Rot ein silberner Zinnenturm mit geöffnetem Tor (Wappen der Niederthor). Drei gekrönte Helme: rechte Helmzier wie im Stammwappen (es gibt zwei Varianten des Löwen: mit erhobenen Vorderpranken und alle vier Pranken am Polster); mittlerer Helm mit einer goldenen Krone (die Spitzen sind unterschiedlich beschrieben) darauf roter (auch rot-schwarz) geschlossener die Sachsen rechts gekehrter Adlerflug belegt mit dem Zinnenturm von 2 und 3; am linken Helm auf einer spitzigen Krone ein wachsender, rot bekleideter Rumpf eines Mannes mit roter Mütze, deren Aufschlag silbern und zinnenförmig ausgeschnitten ist, der Zipfel mit silberner Quaste wendet sich links und abwärts. (Die Ausführung der Kappe und des Mantelaufschlages differiert). Die Helmdecken sind rot-silbern.

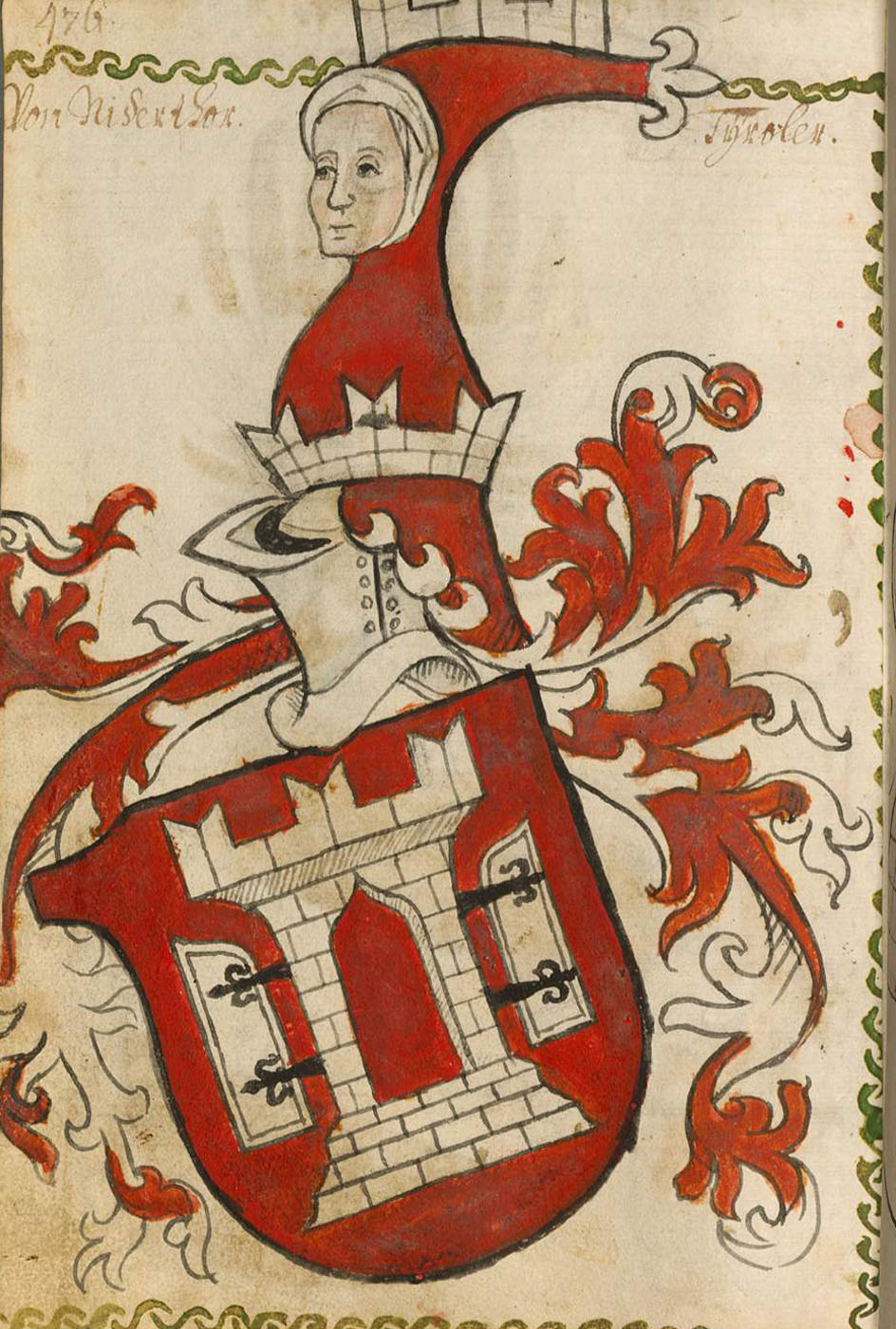
Wappen der Niedertor
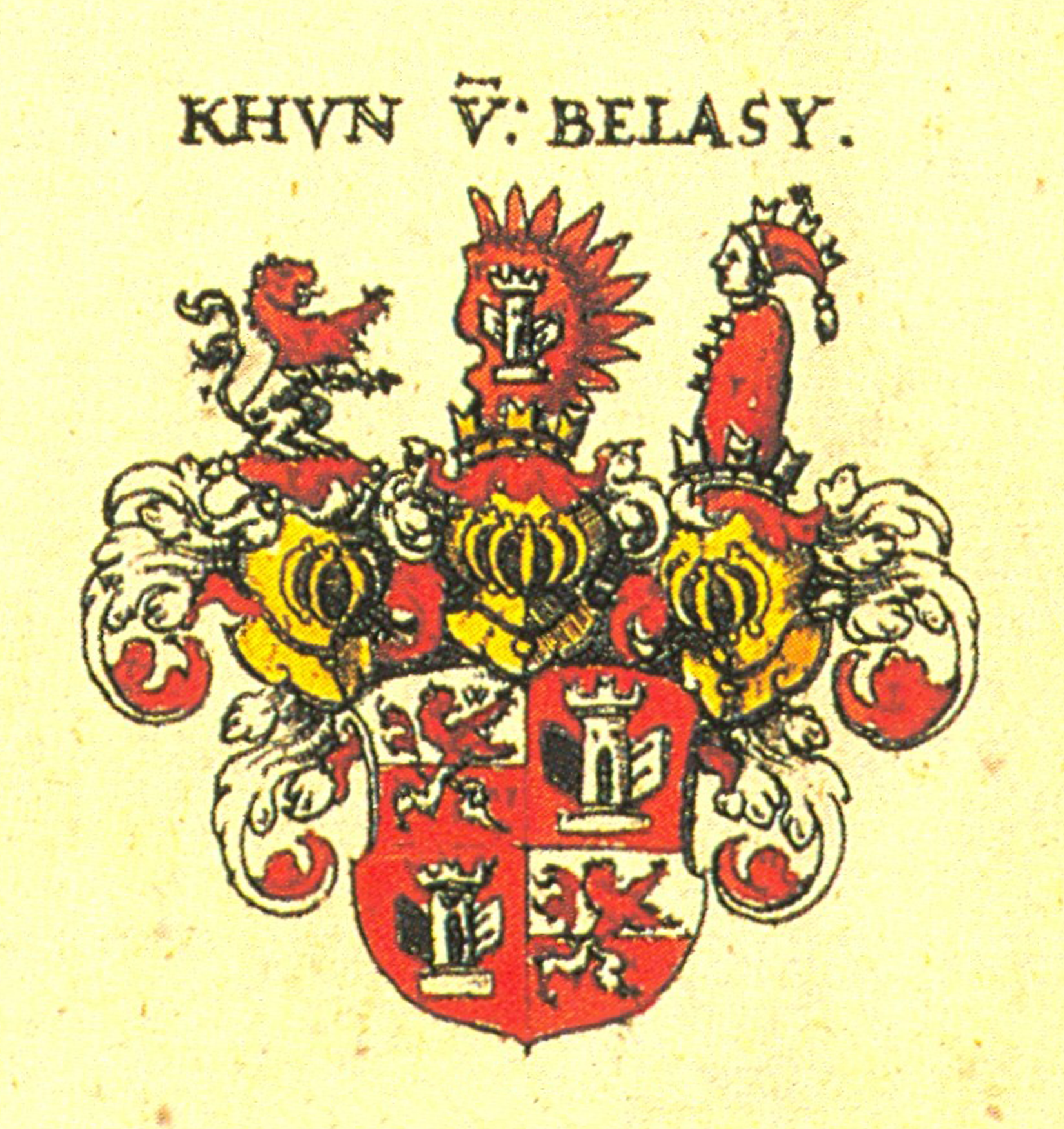
Wappen im Siebmacher von 1605
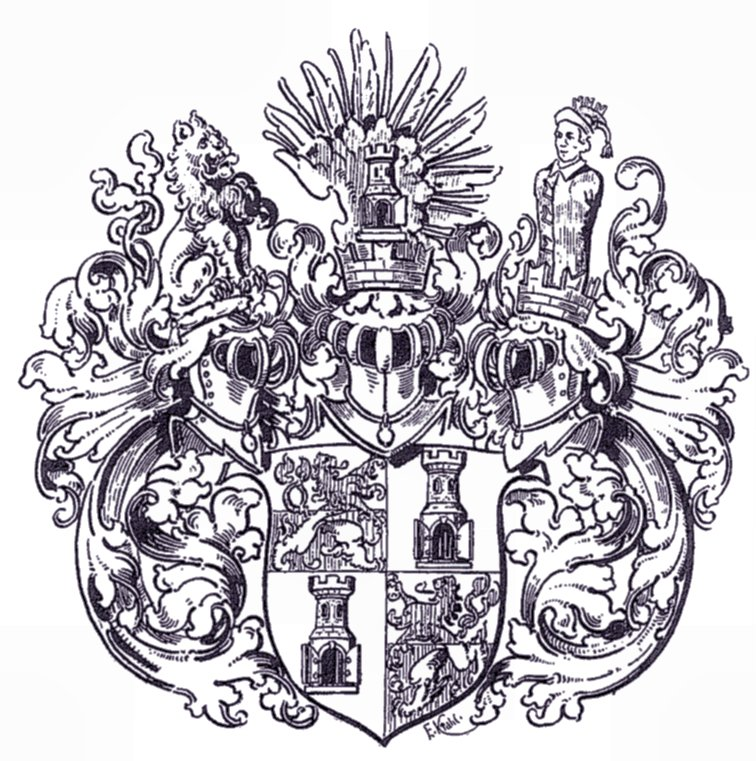
Wappen der Grafen Khuen von Belasi und Gandegg 1640
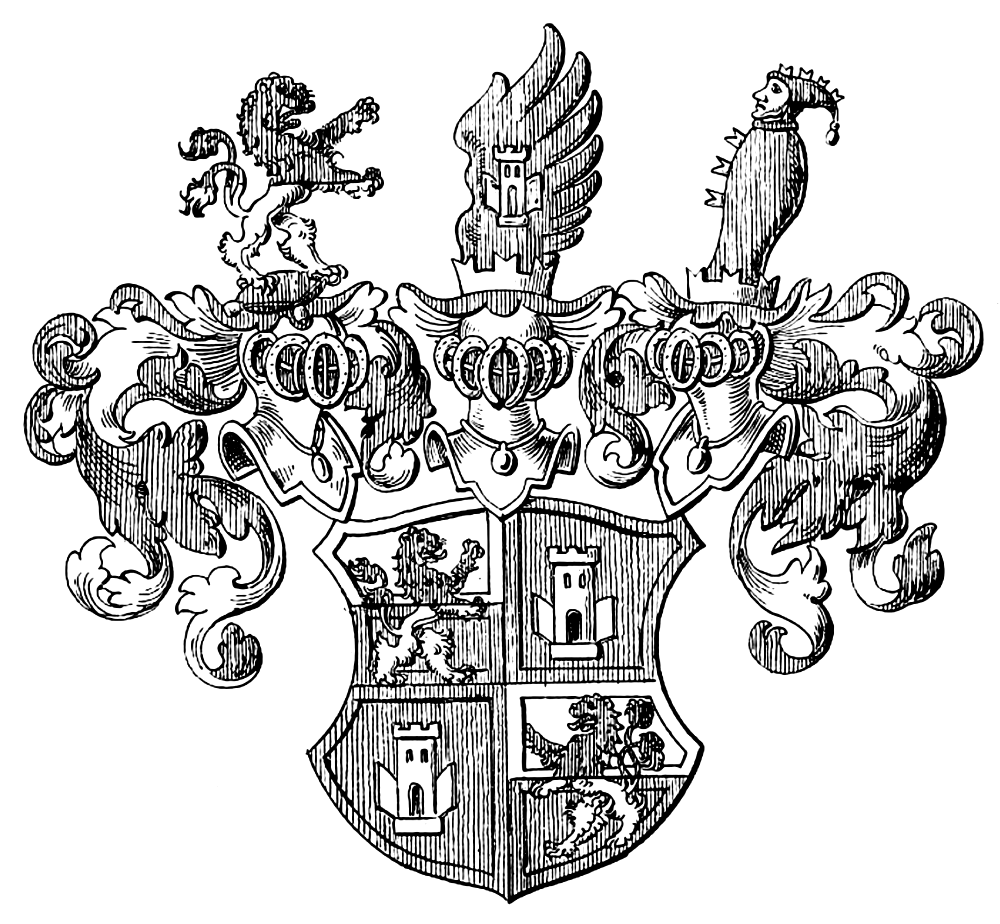
Wappen der Grafen Khuen im Siebmacher von 1918

## Persönlichkeiten
Namensträger aus der 1622 patrilinear erloschenen freiherrlichen Linie

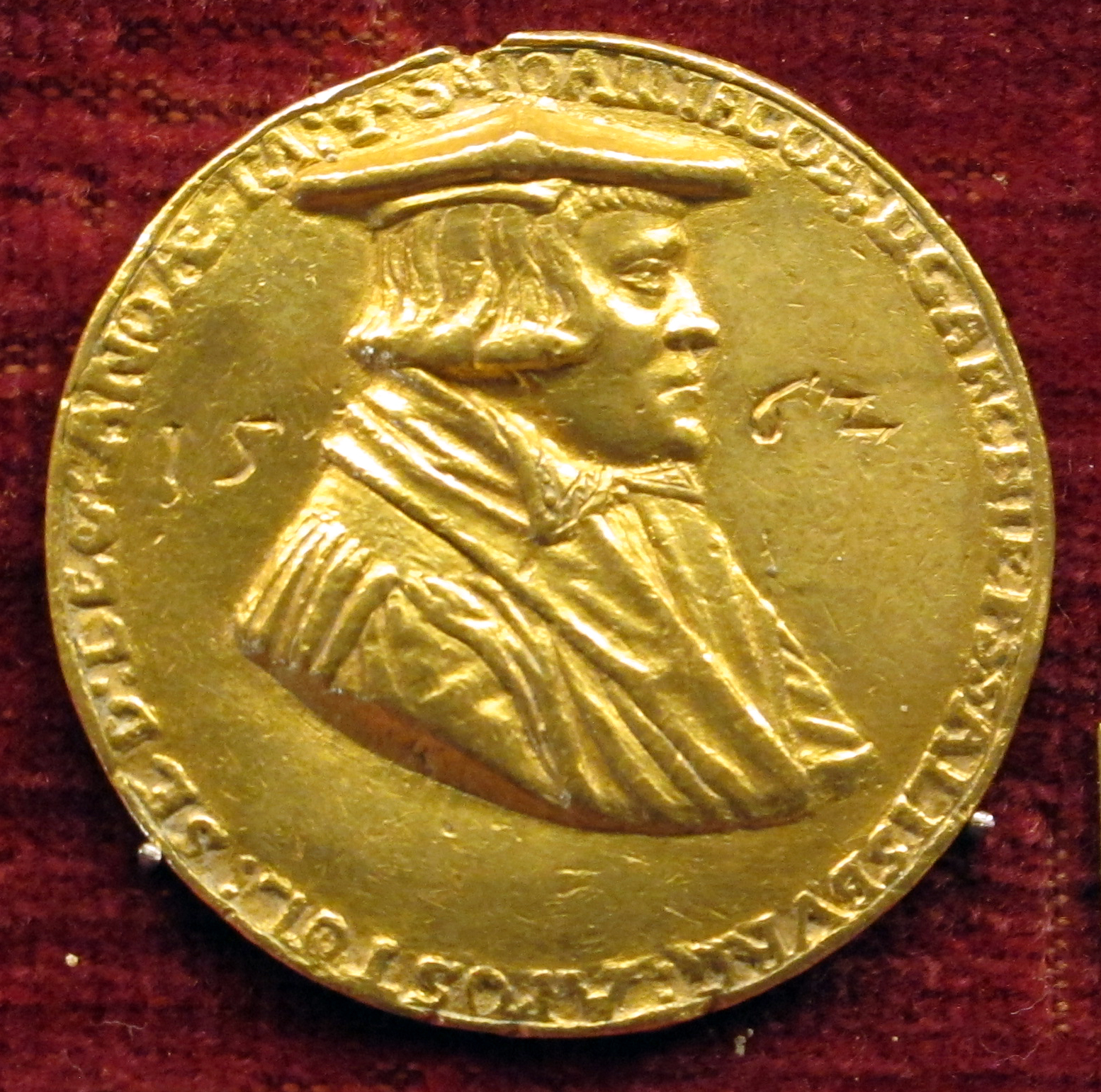
Johann Jakob Khuen von Belasi (um 1515–1586), Fürsterzbischof von Salzburg

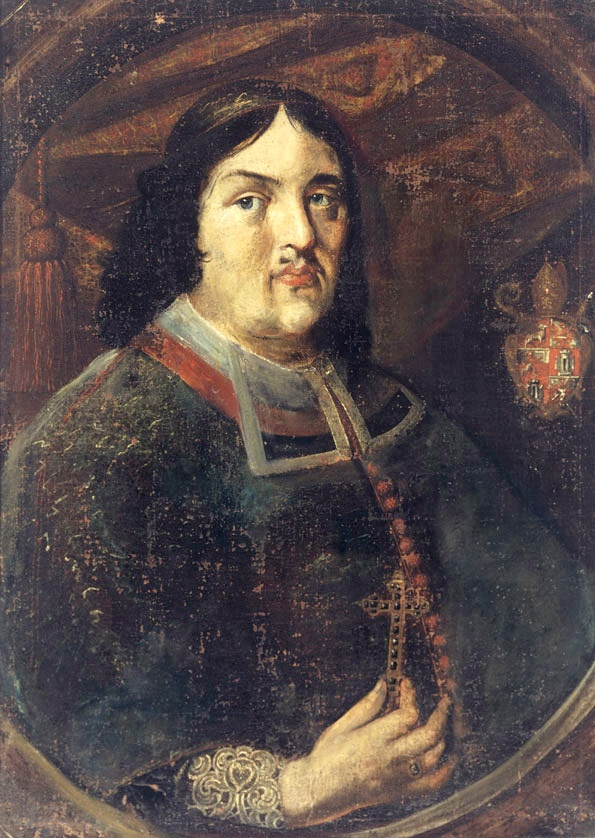
Johann Franz Khuen von Belasi (1649–1702), Fürstbischof von Brixen

- Rudolf Khuen von Belasy und Liechtenberg, Freiherr zu Neu-Lengbach (Lembach) († 1581 Wien), 1559 Vorschneider Ferdinands I., später geheimer Rat und Oberstallmeister Kaiser Maximilians II. und Rudolfs II., am 8. Mai 1573 in den Freiherrenstand erhoben; bestattet in der von ihm gestifteten Familiengruft zu St. Dorothea.
- Dessen Sohn Johann Eusebius Khuen von Belasy, von Liechtenberg, Gandegg, Freiherr zu Neu-Lengbach, Herr zu Baumgarten, Raipoltenbach, Waasen und Judenau († 6. November 1622 Swietla, Böhmen), erscheint als Ritter des Ordens von Santiago, kaiserlicher Kämmerer und Obrister, 1596 königlicher Statthaltereirat in Böhmen, königlicher Hofkriegsrat, 1605–1610 Verordneter des niederösterreichischen Herrenstandes, 1612 wirklicher geheimer kaiserlicher Rat, Festungskommandant von Komorn, 1613 kaiserlicher Gesandter an der Hohen Pforte, 1619 in den Reichsgrafenstand erhoben, 1620 kaiserlicher Armeekommissar in Böhmen. Aus seiner Ehe mit Maria Freiin von Berka auf Duba ging seine einzige Erbin Maria Franziska hervor. Diese heiratete den Grafen Paul Pálffy von Erdöd
- Johann Jakob Khuen von Belasi (* um 1515; † 15. Mai 1586), Salzburger Erzbischof.
- Hans Jakob Khuen von Belasy (Belasi) zu Liechtenberg und Gandegg (* 1549, † 1607), war vom 9. April 1592 bis 1607 Landeshauptmann von Tirol.

Namensträger aus der gräflichen Linie
Namensträger aus der gräflichen, in Niederösterreich und Böhmen begüterten Linie, welche Hanns Khuen, der jüngere Bruder Rudolfs, begründete:
- Jakob Freiherr Khuen von Belasy zu Liechtenberg und Gandeck († 21. September 1639), seit 1623 auch Herr der konfiskirten Herrschaft Landstein in Böhmen und seit 1636 der Herrschaft Baumgarten in Niederösterreich, zunächst oberösterreichischer Regimentsrat zu Innsbruck, dann kaiserlicher Kämmerer und königlicher Statthaltereirat in Prag, endlich königlich geheimer Rat und kaiserlicher Gesandter am kurbayerischen Hof zu München. Seine drei Söhne: Matthias, Karl Balthasar und Leopold wurden nebst ihrem Vetter Jakob am 27. Juli 1640 in den Reichsgrafenstand erhoben.
- Mathias Khuen von Belasy († 1659), Reichsgraf, Erstgeborener des Vorgenannten, kaiserlicher Rat und Kämmerer, Gesandter an kurfürstlichen Höfen, vermählt mit Anna Susanna, Gräfin von Meggau.
- Johann Franz Khuen von Belasi (* 12. August 1649 in Hall in Tirol; † 3. April 1702 in Brixen), Fürstbischof von Brixen

Weitere Familienmitglieder
- Markus Kuen (auch: Marek Khuen, tschechisch: Marek Khuen z Olomouce; † 1565), Bischof von Olmütz
- Johann Nepomuk Khuen von Belasi (1740–1810), kaiserlicher Generalmajor
- Joseph Anton Khuen von Belasi (1733–1788), kaiserlicher Generalmajor
- Johann Baptist von Khuen-Belasi (1774–1857), königlich bayerischer Generalleutnant
- Károly Khuen-Héderváry (1849–1918), Ban von Kroatien und Ministerpräsident Ungarns